# 경영 (수호전)
경영(瓊英)은 중국의 사대기서(四大奇書) 중 하나인 《수호전》(水滸傳)에 등장하는 인물로, 본명은 '구경영(仇瓊英)'. 97회부터 110회까지 등장하는 전호휘하의 여성 무장. 꽃과 같다고 형용되는 16세의 미소녀로 무예에 정통하고 특히 돌팔매의 명수라 별호는 경시족(瓊矢鏃)이다. 분양부 개휴현 출신으로 전호의 국구(國舅)인 오리(鄔梨)의 수양딸이다.

## 생애
분양부 개휴현의 자산가 구신(仇申)과 후처인 송씨의 딸로 태어난다. 경영이 10세가 되었을 때 외할아버지 송유열이 사망하고, 아버지 구신은 섭청 부부에게 경영을 맡기고 아내와 함께 시아버지의 문상을 하러 나갔으나, 가던 도중 도적 전호(田虎)의 습격을 받아 구신은 살해당하고 어머니 송씨도 적에게 잡혀 전호의 아내가 되기를 강요받으나 송씨는 거부하고 자살한다.
1년 뒤 전호가 본격적으로 반란을 일으켜 위승(威勝)을 점령하고, 전호의 명을 받아 약탈을 자행하고 개휴현까지 쳐들어온 오리(鄔梨)에 의해 경영은 섭청 부부와 함께 납치되고 만다. 경영의 수려한 외모에 눈독을 들인 오리는 경영을 자신의 양녀로 삼았고, 섭청도 경영의 신변을 지키기 위해 오리를 따르는 길을 택하여 전호에 의해 총관으로 임명되었다. 이후 경영은 섭청 부부를 통해 부모를 살해한 원수의 정체가 전호라는 것을 알게 되자 전호를 따르면서도 은밀히 복수를 다짐하게 된다.
이후 밤마다 꿈속에 신인(神人)이 모습을 드러내어 그 신인에게 무술을 전수받았고, 그 중에서도 신인이 데려온 남자(장청)로부터 전수받은 돌팔매는 백발백중의 솜씨까지 되었다. 이윽고 경영은 단련된 무예 솜씨를 오리 부부에게 선보인다. 탁월한 무예 솜씨는 금세 소문이 나서 경영을 '경시족'이라 부르게 하였다. 또한 이 무렵 오리는 경영에 걸맞은 사위를 찾으려 하지만, 경영은 자신과 동등한 실력으로 돌팔매를 할 줄 아는 인물이 아니면 결혼을 허락하지 않겠다고 통보 한다.
이윽고 전호가 5주 56현을 점거하고 국호를 '진(晋)'으로 하는 왕조를 세우고 독립을 선언하자 송나라 조정도 요나라 토벌에서 돌아온 양산박군을 토벌군으로 파견한다. 양산박군 앞에 전호의 성은 차례로 함락되어 가는데 송나라와 전호의 전투에서 공을 세워 왕후(王侯)의 자리를 차지하고자 꾀하는 오리가 전호에게 스스로 송군의 요격을 청하고 오리의 휘하에서 경영은 '평남선봉장 군주'로 양원성으로 출진해 왕영, 호삼랑, 손신, 임충, 해진 등을 차례로 쓰러뜨린다.
그러나 이때의 싸움에서 오리가 독화살에 맞아 부상당한다. 섭청은 이를 전호에게 복수를 이룰 기회로 보고 한 계책을 궁리하여 송강을 찾아가 상황을 말하고 치료 명목으로 '전령'이라는 가명을 쓴 안도전을 불러들였다. 이때 경영은 전령의 동생 '전우'로 변장해 같이 들어온 장청과 만났고, 꿈속에서 서로를 만나고 끌렸던 두 사람은 오리의 허락을 받아 부부가 되었다. 혼인 후 이틀 뒤에 둘은 계획해 오리를 독살하고 양원성을 지배하에 두자 그 사실을 발설하지 않도록 병사들에게 철저한 함구령을 내렸다.
이후 장청은 섭청과 함께 전호를 양원성으로 유인해 포박한다. 더욱이 전호의 본거지인 위승도 '가짜 전호'를 내세워 쳐들어온 경영의 손에 함락된다. 전호의 동생 전표(田豹)와 전표(田彪)는 붙잡히고, 전호의 아들 전정(田定)은 자살했지만, 전정의 시체가 옮겨오자 경영은 시체의 목을 베고 팔다리를 잘라 버린다. 이리하여 부모의 복수를 이룬 경영은 동경 개봉부로 개선하는 양산박군을 따라 전호와 형제들을 호송해 가는데 조정에서는 경영의 절의(節義)를 치하하고 정효의인(貞孝宜人)으로 봉한다. 전호와 동생들이 능지형을 선고받자 부모의 초상을 형장에 내걸고 전호의 형이 집행되자 전호의 목을 상 위에 놓고 피를 제물로, 부모의 영전에 제사를 지냈다.
전호의 난이 평정되자 양산박군은 다시 회서지방에서 반란군을 지휘하고 있는 왕경의 토벌을 조정으로부터 명령받았고, 경영도 이에 참전한다. 여기서도 경영은 장청과 나란히 왕경의 부인인 단삼랑을 잡는 등 공을 세웠지만, 계속되는 방랍토벌에서는 임신 중이라 참전하지 못하였고, 이 싸움에서 전사하는 장청과는 금생의 이별을 맞이하게 되었다. 독송관에서 방랍군 여천윤에게 남편이 살해되었다는 소식을 듣자 깊이 탄식하여 섭청 부부와 함께 독송관까지 나가 장청의 관을 장청의 고향인 창덕부로 가져가 장사 지냈다. 과부가 된 경영은 장청의 아들 장절(張節)을 무인으로 길러내고, 후에 장절은 금나라와의 전투에서 금나라 태조의 4남인 올출(兀朮)을 무찌르는 등 눈부신 공을 세웠고 경영에게 효양(孝養)해 경영은 천수를 다하였다.